# Cuicatecs
Els cuicatecs són un poble indígena de Mèxic que viu a la zona nord d'Oaxaca, a la regió de la Cañada, específicament en el districte de Cuicatlán. El territori cuicatec es divideix en dos: La regió muntanyenca i la Cañada. Només un dels nou municipis amb presència cuicatec es regeix sota el sistema de partits, els altres el fan sota usos i costums.
El nom cuicatec prové del nàhuatl cuicatl que significa "cant" o "cançó". Els asteques van denominar aquesta regió d'Oaxaca Cuicatlán que significa en català: "Lloc del cant".

## Localització
Els cuicatecs se situen al nord-oest d'Oaxaca, ocupant una àrea aproximada de 8.400 km², el seu territori inclou els municipis de Concepción Pápalo, San Juan Tepeuxila, Santa María Tlalixtac, San Pedro Teutila, San Francisco Chapulapa, Santiago Huaclilla, San Juan Bautista Cuicatlan i Santiago Nacaltepec.

## Economia
Es dediquen principalment a l'agricultura, a la producció de blat, blat de moro, pebre o "chile", patata i carabassa, alvocat, mango, taronja, préssec, mamei, sucre, cotó, tabac i nou. També es dediquen a la producció d'artesania. Llurs boscos sovint són "llogats" per l'explotació forestal.

## Llengua i demografia
La llengua cuicateca, també anomenada dvacu, ndudu, nduudu yu o dvaacu yeñ'e yu és una llengua de la branca mixteca de la família otomang. El cens del 2000 va registrar 22.984 individus, però, només 12.425 parlaven la llengua cuicateca, reconeguda com a llengua nacional. S'estima que només 270 persones són monolingües i no parlen castellà.